# Connie Carpenter-Phinney
Connie Carpenter-Phinney (Madison (Wisconsin), 26 februari 1957) is een Amerikaans voormalig langebaanschaatsster en wielrenster. In 1972 nam de toen veertienjarige Carpenter deel aan de Olympische Winterspelen, waar ze een zevende plaats behaalde op de 1500 meter. Op het wereldkampioenschap sprint in datzelfde jaar eindigde ze wederom als zevende. Carpenter werd in 1976 Amerikaans kampioen allround, maar kon door een enkelblessure niet deelnemen aan de Spelen van dat jaar. 
Na deze enkelblessure begon Carpenter in 1976 wielerwedstrijden te rijden. Datzelfde jaar liet ze zich kronen tot Amerikaans kampioen op de weg en op de achtervolging. Op het wereldkampioenschap baanwielrennen in 1983 won Carpenter de regenboogtrui op de achtervolging. Haar grootste overwinning behaalde ze op de Olympische Spelen van 1984, toen ze de olympische titel behaalde in de wegrit. 
Carpenter is getrouwd met Davis Phinney en samen hebben ze twee kinderen, de wielrennende zoon Taylor en dochter Kelsey.

## Palmares

### Schaatsen
1972
- 7e Olympische Spelen 1500 meter
- 7e Wereldkampioenschap sprint
- 17e Wereldkampioenschap allround

1973
- 22e Wereldkampioenschap allround
- 17e Wereldkampioenschap sprint

1974
- 14e Wereldkampioenschap allround
- 15e Wereldkampioenschap sprint

1975
- 18e Wereldkampioenschap allround

### Wielrennen
1977
- Wereldkampioenschap baan achtervolging
- Eindklassement Red Zinger Bicycle Classic

1981
- Wereldkampioenschap op de weg
- Eindklassement Coors International Bicycle Classic

1982
- Wereldkampioenschap baan achtervolging
- Eindklassement Coors International Bicycle Classic

1983
- Wereldkampioenschap baan achtervolging

1984
- Olympische Spelen wegrit